# David Otero

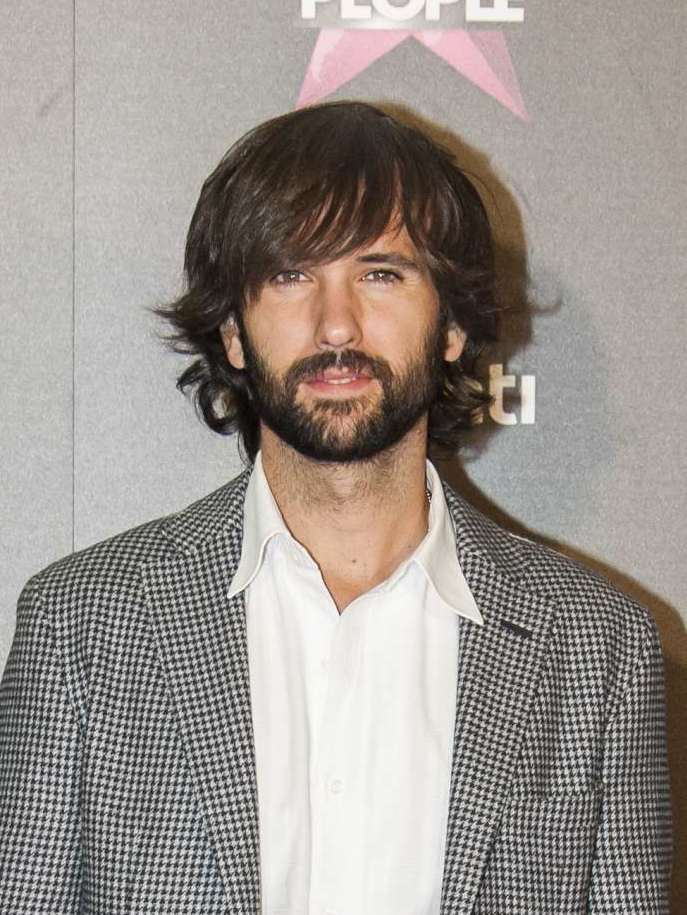
David Otero (2015)

David Otero Martín (* 17. April 1980 in Madrid), bekannt als El Pescao, ist ein spanischer Sänger, Gitarrist und Songwriter. Er war Mitglied der Gruppe El Canto del Loco.

## Leben
Martín war Komponist und Gitarrist bei El Canto del Loco. Die Band löste sich 2010 nach zehn Jahren auf.
Martín begann seine Solokarriere als „El Pescao“, ein Pseudonym, das von einem Song inspiriert war, den er für das Album Zapatillas von El Canto del Loco komponiert hatte. Sein erstes Soloalbum Nada Lógico, das 2010 veröffentlicht wurde, erreichte Platz zwei der Topseller-Charts in Spanien. Das Album verkaufte sich über 30.000 Mal und erhielt die Goldene Schallplatte.
Nach einer dreijährigen Spanientour mit über 280 Shows veröffentlichte Martín eine Sonderausgabe seines letzten Albums mit dem Titel Un viaje nada lógico (2011). Auf dieses Album folgte eine EP mit dem Titel Ciao Pescao (2012).
Nach der Veröffentlichung von Ciao Pescao zog Martín für ein Jahr nach Argentinien, um sich auf dieses nächste Album vorzubereiten. Im Oktober 2014 veröffentlichte Martín Ultramar. Es enthielt 11 Songs, die in Buenos Aires komponiert und in London aufgenommen wurden.
Martín beendete die Ultramar-Tour mit mehr als 70 Shows in Spanien, sechs Shows in Mexiko im Jahr 2015 (Monterrey, Puebla und Mexiko-Stadt) und vier ausverkauften Shows in Mexiko-Stadt. In den letzten fünf Jahren spielte er vier Shows in Buenos Aires.
2017 legte Martín den Bühnennamen „El Pescao“ ab und veröffentlichte das Album David Otero. 2018 veröffentlichte David nach einer Tour durch Spanien, Mexiko und Argentinien ein neues Album 1980. Das Lied Precipicio al Mar aus diesem Album führte zu Martíns erstem Buch, das unter dem Namen des Lieds veröffentlicht wurde.
2020 begann Martín mit der Arbeit an einem neuen Album, das eine Reihe seiner früheren Hits enthalten und Kollaborationen mit anderen spanischen Künstlern beinhalten sollte. Am 24. Januar 2020 veröffentlichte er mit Taburete eine neue Version von Una Foto en Blanco y Negro.
Zusammen mit der neuen Version von Una Foto en Blanco y Negro bildeten diese vier Songs den ersten Teil des neuen Albums.

## Diskografie

### Alben
| Jahr | Titel       | Höchstplatzierung, Gesamtwochen, AuszeichnungChartsChartplatzierungen (Jahr, Titel, Platzierungen, Wochen, Auszeichnungen, Anmerkungen) | Anmerkungen                             |
| Jahr | Titel       | ES | Anmerkungen                             |
| ---- | ----------- | --- | --------------------------------------- |
| 2010 | Nada lógico | ES2 Gold · (64 Wo.)ES | Erstveröffentlichung: 2. September 2010 |
| 2014 | Ultramar    | ES8 (5 Wo.)ES | Erstveröffentlichung: 1. April 2014     |
| 2017 | David Otero | ES3 (14 Wo.)ES | Erstveröffentlichung: 27. Januar 2017   |
| 2018 | 1980        | ES3 (7 Wo.)ES | Erstveröffentlichung: 18. Mai 2018      |
| 2021 | Otero y Yo  | ES6 (6 Wo.)ES | Erstveröffentlichung: 5. März 2021      |

### Singles
| Jahr | Titel Album                           | Höchstplatzierung, Gesamtwochen, AuszeichnungChartsChartplatzierungen (Jahr, Titel, Album, Platzierungen, Wochen, Auszeichnungen, Anmerkungen) | Anmerkungen                                        |
| Jahr | Titel Album                           | ES | Anmerkungen                                        |
| ---- | ------------------------------------- | --- | -------------------------------------------------- |
| 2010 | Castillo de arena Nada lógico         | ES9 (24 Wo.)ES |                                                    |
| 2011 | Buscando el sol Nada lógico           | ES31 Gold · (12 Wo.)ES |                                                    |
| 2012 | Ciao pescao –                         | ES17 (2 Wo.)ES | EP                                                 |
| 2014 | Azul y blanco Ultramar                | ES19 (1 Wo.)ES |                                                    |
| 2020 | Una foto en blanco y negro Otero y Yo | ES78 ×3Dreifachplatin · (23 Wo.)ES | Erstveröffentlichung: 24. Januar 2020 mit Taburete |
| 2020 | Tal como eres Otero y Yo              | ES72 Gold · (1 Wo.)ES | Erstveröffentlichung: 22. Mai 2010 feat. Cepeda    |

Singles
- 2017: Estoy contigo (feat. Ana Torroja, Melendi, Iván Ferreiro, Maldita Nerea, Vanesa Martín, India Martínez, Rozalén, Andrés Suárez, Funambulista und David Otero, ES: Gold)
- 2018: Baile (mit Rozalén, ES: Platin)